# سینگهاپیتیا
سینگهاپیتیا (انگلیسی: Singhapitiya) یک منطقهٔ مسکونی در سری‌لانکا است که در استان مرکزی (سری‌لانکا) واقع شده‌است.